# 奧克里奇 (明尼蘇達州)
奧克里奇（英語：Oakridge）是位於美國明尼蘇達州威諾納縣芒特弗農鎮區]的一個非建制地區。

## 地理
奧克里奇所處的海拔為高於海平面373米（即1224英呎），而該地所採用的時區為UTC-6，即北美中部時區（CST）。同時該地設有夏令時間，為UTC-6調快一小時，即UTC-5（CDT）。